# Thank Me Later
Thank Me Later is het debuutalbum van de Canadese rapper Drake. Drake was van plan om het album uit te brengen in de herfst van 2009. Dit lukte om onbekende redenen niet. De uitgavedatum werd eerst verplaatst naar maart 2010 en daarna naar 25 mei 2010. Op 5 april 2010 maakte Universal Motown bekend dat de uitgavedatum weer verplaatst was. De uiteindelijke releasedatum werd 15 juni 2010.
Universal bevestigde dat Drake op het album samenwerkte met Kanye West, Jay-Z en Lil Wayne. Op 9 maart 2010 kwam de eerste single van het album uit, Over. Het nummer behaalde de veertiende plaats in de Billboard Hit 100.

## Nummers
| Nr. | Titel                           | Schrijver(s)                                                                                               | Producenten                                 | Duur |
| --- | ------------------------------- | --- | ------------------------------------------- | ---- |
| 1.  | Fireworks (met Alicia Keys)     | Aubrey Graham, Noah Shebib, Matthew Samuels, Christian Kalla, Alicia Cook                                  | Noah "40" Shebib, Boi-1da (co), Crada (co)  | 5:13 |
| 2.  | Karaoke                         | Graham, Francis Starlite, Shebib                                                                           | Francis & The Lights                        | 3:48 |
| 3.  | The Resistance                  | Graham, Shebib, Samuels, Oliver El-Khatib                                                                  | Noah "40" Shebib                            | 3:45 |
| 4.  | Over                            | Graham, Samuels, Nick Brongers, Shebib                                                                     | Boi-1da, Al-Khaaliq (co)                    | 3:54 |
| 5.  | Show Me a Good Time             | Graham, Kanye West, Jeff Bhasker, Ernest Wilson                                                            | Kanye West, No I.D. (co), Jeff Bhasker (co) | 3:30 |
| 6.  | Up All Night (met Nicki Minaj)  | Graham, Samuels, Matthew Burnett, Onika Minaj                                                              | Boi-1da, Matthew Burnett (co)               | 3:54 |
| 7.  | Fancy (met T.I. & Swizz Beatz)  | Graham, Shebib, Samuels, Kasseem Dean, Aubry Johnson, Henry Zant                                           | Swizz Beatz, Noah "40" Shebib (co)          | 5:19 |
| 8.  | Shut It Down (met The-Dream)    | Graham, Shebib, Sidney Brown, Terius Nash                                                                  | Noah "40" Shebib, Omen                      | 6:59 |
| 9.  | Unforgettable (met Young Jeezy) | Graham, Shebib, Samuels, Jay Jenkins, Ronald Isley, Ernie Isley, Marvin Isley, O'Kelly Isley, Chris Jasper | Noah "40" Shebib, Boi-1da                   | 3:34 |
| 10. | Light Up (met Jay-Z)            | Graham, Shebib, Anthony McIntyre, Shawn Carter                                                             | Noah "40" Shebib, Tone Mason                | 4:34 |
| 11. | Miss Me (met Lil Wayne)         | Graham, Samuels, Shebib, Dwayne Carter, Doug Edwards, Dave Richardson                                      | Boi-1da, Noah "40" Shebib                   | 5:06 |
| 12. | Cece's Interlude                | Graham, Shebib, Adrian Eccleston                                                                           | Noah "40" Shebib                            | 2:34 |
| 13. | Find Your Love                  | Graham, West, Bhasker, Wilson, Patrick Reynolds                                                            | Kanye West, No I.D. (co), Jeff Bhasker (co) | 3:29 |
| 14. | Thank Me Now                    | Graham, Timothy Mosley                                                                                     | Timbaland                                   | 5:29 |